# Bob Blumenthal
Bob Blumenthal (* 1945 in St. Louis) ist ein US-amerikanischer Jazz-Journalist.
Blumenthal wuchs in Clayton auf. Er schrieb seit 1969 (damals noch auf dem College) Jazzkritiken, zuerst für den Boston Phoenix (damals „Boston after Dark“), für den er bis 1989 schrieb, dann u. a. für Down Beat, Village Voice, Jazz Times, Rolling Stone und The Atlantic Monthly. Er war 1993 bis 2002 Kolumnist für den Boston Globe, für den er schon seit 1990 regelmäßig schrieb (und vorher als Gastkritiker). Daneben war er Anwalt (Attorney) beim Erziehungsministerium von Massachusetts. Er erhielt mehrere Preise der Jazz Journalists Association, u. a. einen Lifetime Achievement Award 2005. Als einer von sechs Beauftragten der Recording Industry Association of America suchte er die Platten für die White House Music Library in der Präsidentschaft von Jimmy Carter aus. Ab 2002 war er Berater für das Label „Marsalis Music“ von Branford Marsalis.
Für seine Liner Notes erhielt er mehrere Grammies (1999 für „John Coltrane: The Classic Quartet / Complete Impulse! Studio Recordings“ und 2000 für „Miles Davis and John Coltrane: Complete Columbia Recordings 1955-1961“).
Er sollte nicht mit dem Jazz-Schlagzeuger Robert Blumenthal (1949–2008) verwechselt werden.

## Schriften
- Jazz: An Introduction to the History and Legends Behind America's Music, Harper Collins 2007, ISBN 0061241792
- Pianists of the 1960s and 1970s, in Bill Kirchner Oxford Companion to Jazz, Oxford University Press 2000
- Mitarbeit in Dave Marsh, John Swenson (Herausgeber) Rolling Stone Record Guide, Random House/Rolling Stone Press, zuerst 1979
- mit John Abbott: Saxophone Colossus- a portrait of Sonny Rollins, Abrams 2010